# Enrique López Maquieira
Enrique López Maquieira fue un empresario de cemento y diplomático chileno.

## Biografía
Enrique López Maquieira fue hijo de Maria Rita Maqueira Dueñas y Enrique López Vargas. Se educó en Inglaterra. 
Iniciada la guerra civil chilena de 1891 se unió a lado del Congreso Nacional de Chile y  prestó útiles servicios al comité secreto revolucionario.
De 1891 a 1894 fue Regidor de Santiago de Chile. En este puesto una de sus iniciativas fue el cambio de la Plaza de Santiago (Villena) y la creación de la laguna del Parque O'Higgins. Desde 1910 fue Encargado de negocios, después Ministro plenipotenciario en Viena.